# Водяний буйвіл
Буйвіл індійський, або азійський буйвіл, або водяний буйвіл (Bubalus bubalis, syn. Bubalus arnee) — вид ссавців роду буйвіл (Bubalus). Велика тварина родини бикових (Bovidae).
Вид відомий переважно за свійськими (одомашненими) формами. Дикі популяції поширені в Індії, Непалі, Бутані й Таїланді. Дика форма (яку інколи називають «дикий азійський водяний буйвіл») перебуває під загрозою зникнення. Відомі здичавілі популяції буйвола індійського у Північній Австралії.
Буйволів часто використовують як свійських тварин: в Азії, Південній Америці, Африці та Південній Європі. Буйвіл приносить порівняно більшу користь, ніж інша рогата худоба, так як він майже ніякого догляду не потребує і годується такими рослинами, якими нехтують інші домашні тварини. Станом на 2000 рік, за оцінками Продовольчої та сільськогосподарської організації ООН, у світі утримувалося приблизно 158 млн водяних буйволів, 97 % із них — в Азії.
В Україні буйволів утримують на Закарпатті та Львівщині.

## Генетичні дослідження
Результати аналізу мітохондріальної ДНК показують, що болотний та річний буйволи були одомашнені незалежно 
. 
Секвенування генів цитохрому b видів Bubalus означає, що буйволи походять щонайменше з двох популяцій, і що річковий і болотний типи диференціюються на повному видовому рівні. 
Генетична відстань між двома типами настільки велика, що був запропонований час розбіжності приблизно в 1,7 мільйона років. 
Було помічено, що болотний тип має найтісніше споріднення з тамарау північних Філіппін.

Аналіз ДНК неолітичних останків буйволів у Північному Китаї в 2008 році (раніше використовувався як доказ походження китайського одомашнення) показав, що останки були вимерлими Bubalus mephistopheles і генетично не пов’язані з сучасними одомашненими буйволами. 
Інше дослідження 2004 року також дійшло висновку, що останки були дикими зразками. 
Обидва вказують на те, що водяні буйволи вперше були одомашнені за межами Китаю 

Аналіз мітохондріальної ДНК і однонуклеотидного поліморфізму показує, що болотних і річкових буйволів схрещували в Китаї.

Аналіз геномів 91 болотних і 30 річкових буйволів показав, що вони відокремилися ще до одомашнення приблизно 0,23 мільйона років тому.